# Фортепіано (фільм)
«Фортепіа́но» (англ. The Piano) — фільм 1993 року режисерки Джейн Кемпіон.

## Сюжет
Середина 19 століття. Німа жінка Ада Мак-Грат (Голлі Гантер) із Шотландії видана в шлюб у Нову Зеландію, куди й вирушала разом із донькою Флорою. З собою перевозить також і фортепіано, яке є чи не єдиним засобом її комунікації з навколишнім світом. Її чоловік (Сем Нілл) не цікавиться музичним талантом дружини й вимагає від неї лише виконання подружніх обов'язків. Зрештою інструмент потрапляє в руки іншого європейця (Гарві Кейтель), що мешкає неподалік. Ада пробує викупити фортепіано і закохується в сусіда.

## Нагороди
Фільм здобув багато нагород. Серед них:
- 1993 Каннський кінофестиваль — «Золота пальмова гілка»; та приз за найкращу жіночу роль — Голлі Гантер.

- Премія «Оскар» — за найкращу жіночу роль — Голлі Гантер, найкращий оригінальний сценарій — Джейн Кемпіон.

- Британська академія телебачення і кіномистецтва БАФТА — за найкращу жіночу роль — Голлі Гантер, та найкращі костюми.